# Breng mij terug
Breng mij terug is een lied van de Nederlandse rapper en producer Esko in samenwerking met de Nederlandse rapper Josylvio. Het werd in 2021 als single uitgebracht en stond in hetzelfde jaar als elfde track op het album Feniks van Esko.

## Achtergrond
Breng mij terug is geschreven door Stacey Walroud en Joost Theo Sylvio Yussef Abdel Galil Dowib en geproduceerd door Gubes, Thez en Esko. Het is een nummer dat past in het genre nederhop. In het lied verlangen de artiesten naar hun eigen kindertijd. Ze benoemen verschillende zaken die ze missen en vragen zich af of ze terug kunnen naar die tijd. 
Het is niet de eerste keer dat de twee artiesten met elkaar samenwerken. Dit deden zij eerder al op Hey meisje, Dichterbij, Bye, bye, bye, Leugens en Vroeger. Ze herhaalden de samenwerking op Flamboyant en 10 racks.

## Hitnoteringen
De artiesten hadden bescheiden succes met het lied in Nederland. Het piekte op de 47e plaats van de Single Top 100 in de drie weken dat het in deze hitlijst te vinden was. De Top 40 en haar Tipparade werden niet bereikt.